# Diwan Manna
Diwan Manna (Bareta, Panjab, 17 de juny de 1958) és un fotògraf i artista conceptual indi. És un dels primers artistes de l'Índia en realitzar fotografia conceptual. La seua obra combina imatges amb objectes, movent-se dins d'un espai escollit conscientment per tal de crear una realitat multimèdia. Va completar el seu estudi en art gràfic i estampació al Government College of Art de Chandigar el 1982. Entre el 2014 i el 2015, va exercir de director de la Triennale India, a més d'altres institucions.
Els seus treballs artístics conceptuals van començar amb la sèrie Alienation el 1980, i continuarien en les dècades posteriors. A través de les seues obres, Manna intenta expressar les seues preocupacions sobre la classe treballadora i la desigualtat social en la societat índia. Ha rebut el Premi de l'Acadèmia Nacional de la Lalit Kala Akademi de Nova Delhi.

## Biografia
Manna va nàixer el 1958, a Bareta, una ciutat del districte de Bathinda (actual districte de Mansa) de Punjab, Índia. En els seus primers anys, va estudiar ficció i poesia i va tenir un paper principal com a actor de teatre i Ramlila, una teatre popular de l'Índia.
Va estudiar estampació al Government College of Art de Chandigar, entre el 1978 i el 1982.
El 2006 va ser artista resident a Firminy, Saint-Etienne, com a part d'un programa d'intercanvi cultural per a fotografiar arquitectura de Le Corbusier.
El 17 de juny de 2008 va ser nomenat president del Chandigarh Lalit Kala Akademi, en el càrrec fins al 31 de juliol de 2015. Entre el 2014 i el 2015 va exercir la direcció de la Triennale India. Des del 2016 és president de Punjab Lalit Kala Akademi.

## Galeria

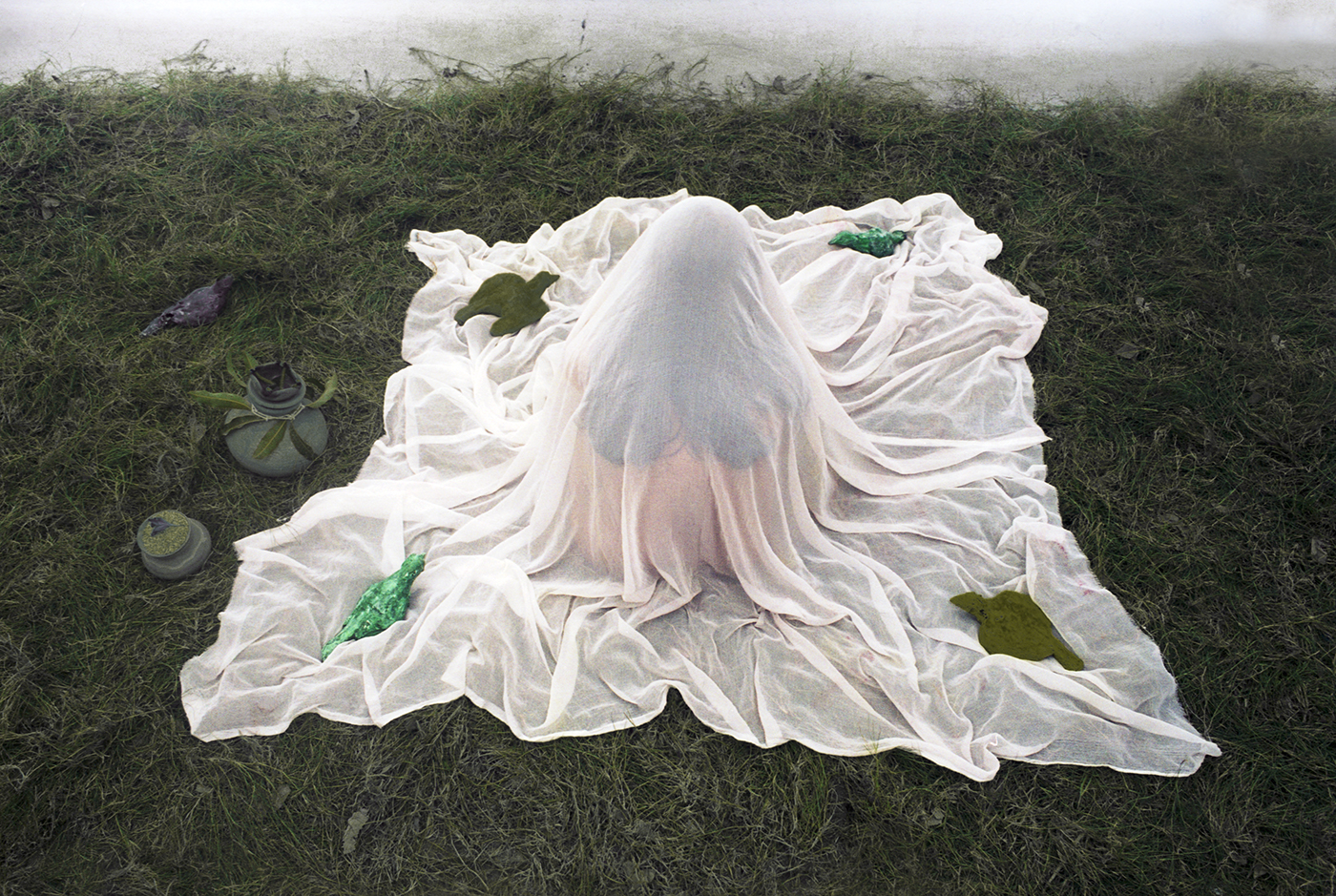
Primera entrada de la sèrie Shores of the Unknown.
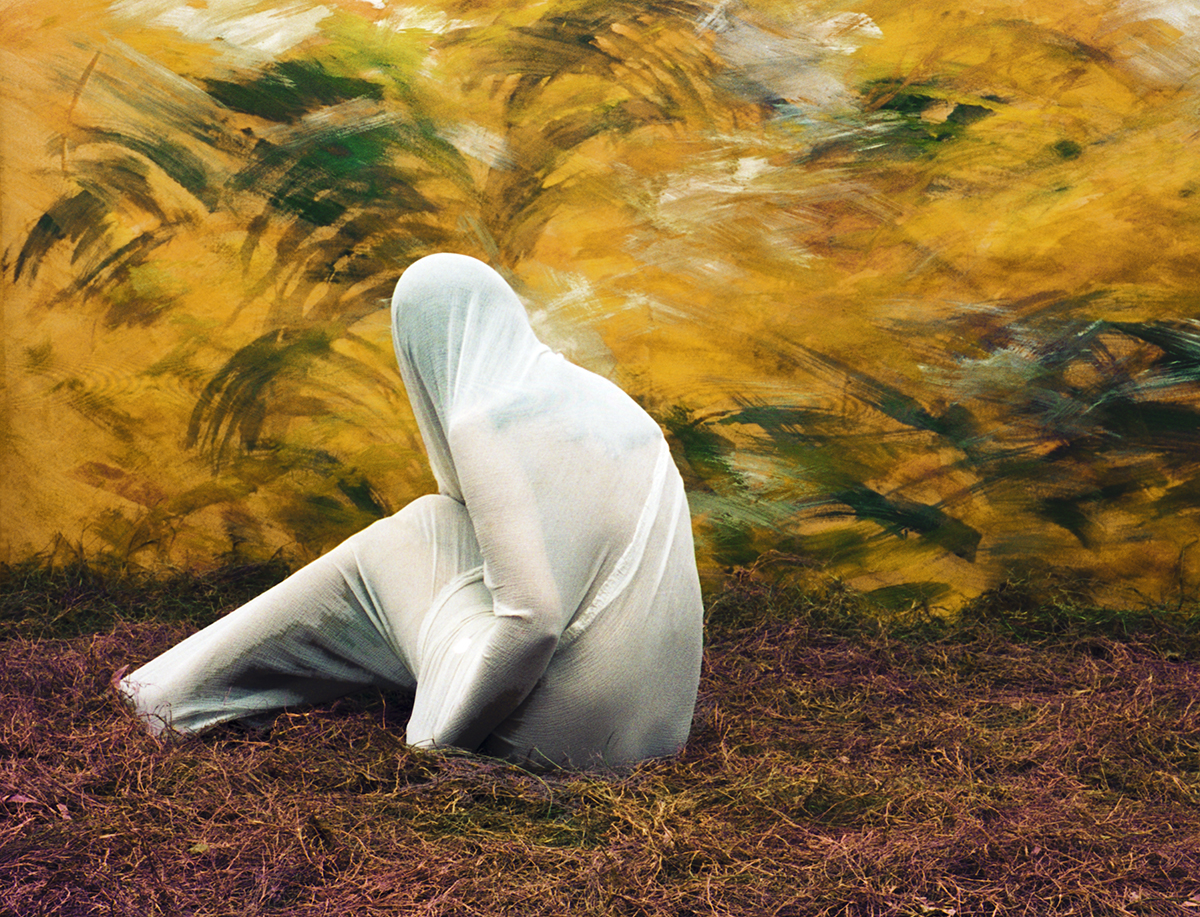
Cinquena entrada de la sèrie Shores of the Unknown.
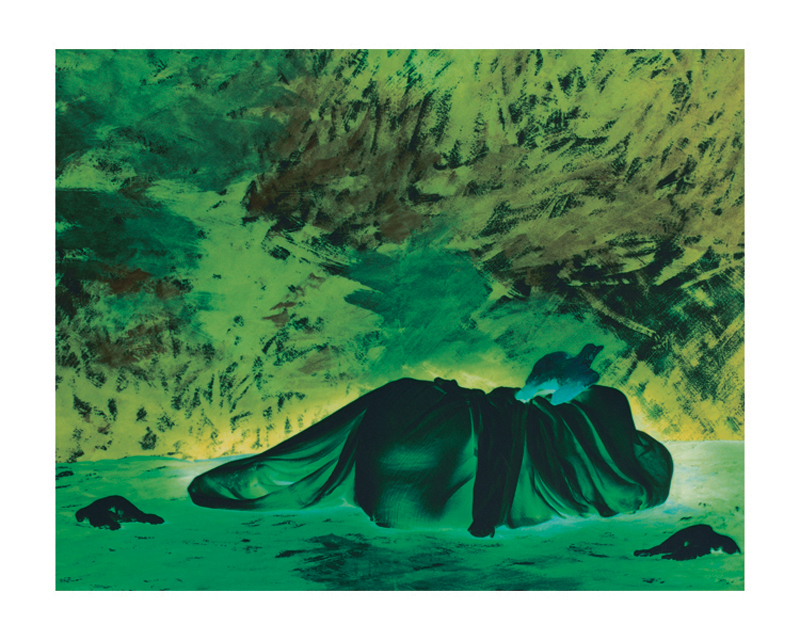
Onzena entrada de la sèrie Shores of the Unknown.